# Ено II (Източна Фризия)
Ено II (на немски: Enno II von Ostfriesland, * 1505, † 24 септември 1540, Емден) от фамилията Кирксена е от 1528 до смъртта му през 1540 г. граф на Графство Източна Фризия. Той управлява заедно с брат си Йохан, който е католик, а Ено е лутеран.

## Биография
Той е син на Едзард (1462 – 1528) и на Елизабет фон Ритберг († 1512).
Ено отказва да се ожени за наследничката Мария фон Йевер от Господство Йевер. Той разрушава множество манастири, техните собствености продава и ползва парите за военната си каса.
Ено II умира на 35 години. След смъртта му през 1540 г. вдовицата му Анна поема управлението през 1542 – 1561 г.

## Фамилия
Граф Ено II се жени на 6 март 1530 г. за графиня Анна фон Олденбург (14 ноември 1501 – 24 септември 1575), дъщеря на Йохан V, граф на Олденбург и съпругата му Анна фон Анхалт-Цербст († 1531), дъщеря на княз Георг I фон Анхалт-Цербст. Те имат шест деца:
- Елизабет (1531 – 1555), омъжена 1553 г. за граф Йохан V фон Шаумбург-Пинеберг (1531 – 1560)
- Едзард II (1532 – 1599), граф на Източна Фризия, женен от 1559 г. за принцеса Катарина Васа (1539 – 1610), дъщеря на Густав I Васа, крал на Швеция
- Хедвиг (1535 – 1616), омъжена 1562 г. за Ото II фон Брауншвайг-Харбург (1528 – 1603)
- Анна (1534 – 1552)
- Христоф (1536 – 1566 в Комаром (Унгария)
- Йохан (1538 – 1591), от 1561 г. съ-граф на Източна Фризия.